# Veronica TV (HMG)
Veronica var en nederlandsk tv-kanal, en del af Holland Media Group (HMG nu RTL Nederland). Kanalen fokuserede på den unge målgruppe med masse af reality, spillefilm og underholdning.

## Historie
Senderen Veronica opstod den 1. september 1995, da Foreningen Veronica opsagde deres samarbejde med Nederlandse Publieke Omroep, der har ansvar for de tre public-service kanaler som Veronica havde sendetid på.
Veronica blev, sammen med RTL 4, RTL 5 og Hitradio Veronica sammenført under Holland Media Group, et joint venture af Foreningen Veronica og CLT-UFA (i dag RTL Group).
Foreningen Veronica trak sig tilbage og behold retten til navnet, mens Holland Media Group (det senere RTL Group) behold alle rettigheder til tv-stationen. Dette resulterede i, at senderen på 2. april 2001 blev omdøbt til Yorin.
I 2002 oprettede Foreningen Veronica igen en ny tv-station med navnet Veronica. Dette blev en fiasko, og året efter overtog SBS Broadcasting BV pladsen ved at omdøbe senderen V8 til Veronica TV. Vereniging Veronica behold varemærkeret men har ingen kontrol over denne tv-station.

## Logo
- 1. september 1995 t/m 2. april 2001 (redesign i 1996)

## Programmer
- 20 plus (1995)
- All You Need Is Love (1995-1998)
- Big Brother (1999-2000)
- Boobytrap (1995-2001)
- BRARD (1997-1999)
- Brard gaat extreem (1997-1998)
- Call TV (1995-1997)
- De Heilige Koe (1996-2001)
- De Hunkering (1997-1999)
- Denktank (1995-1999)
- Die 2: Nieuwe Koeien (1995-1996)
- Flodder (1995-2001, inklusiv genudsendelser)
- Friends (1995-2001)
- Hagens (1995)
- Heartbreak Hotel (*)
- Hard Gras (1996)
- Hoe hoort het eigenlijk? (1999)
- Liefde op het eerste gezicht (1995-1996)
- Megafestatie TV (1997-2000)
- Now or Never (1995-1998)
- N.O.W. TV (1995-1998)
- Onderweg naar Morgen (1995-2001)
- SamSam (1995-2001)
- Sex voor de Buch (1997-1999)
- Sportfreaks (1995)
- Starmaker (2001)
- Televisione di Rolfo (2000)
- The Box of Love (2000)
- Top 100 aller tijden TV (1997-1998)
- TreXX (1995-1996)
- TV Woonmagazine (1995-2000)
- Uhhh... Vergeet je Tandenborstel Niet! (1995-1999)
- Wannahaves (2000-2001)
- Who's Talking (1996-1998)
- Veronica Live (1997-2000)
- Veronica's Nieuwslijn (1995-1996)
- Young Americans (1996)